# Banque de compensation
Les banques de compensation se chargent d’effectuer la compensation écologique pour le compte de tiers. 
Les maîtres d’œuvre de travaux d’infrastructures s’adressent à elles lorsqu’ils détruisent des écosystèmes protégés ou des espèces classées avec une obligation de compensation. Le capital de ces banques est un capital financier à la recherche de placement.
Les règles de compensation sont définies par les pouvoirs publics. Elles sont spécifiques à chaque État. De même chaque banque possède ses propres modalités de fonctionnement. Cependant le développement des banques de compensation dans le marché mondial incite à une standardisation. Un débat est ouvert quant à l’opportunité de ces banques et à la qualité des compensations qu’elles effectuent.

## Historique
Les premières banques de compensation sont apparues aux États-Unis et en Australie au début des années 1990 et en Allemagne à la fin de cette décennie. En France, CDC Biodiversité a été créée en 2008 par la Caisse des dépôts et consignations (CDC). C'est une société privée filiale à 100% de la Caisse des Dépôts, qui imagine et propose des solutions économiques, écologiques et financières dans l'intérêt général pour mettre en œuvre des actions concrètes de restauration de la biodiversité, dont elle peut assurer la gestion sur le long terme. Elle est opérateur de compensation écologique, zone humide ou forestière. À ce titre, elle propose des solutions globales et adaptées aux besoins des acteurs publics et privés en matière de biodiversité et tient les engagements de long terme des acteurs publics et privés pour leurs actions de compensation après les avoir accompagnés pour éviter et réduire au mieux leurs impacts. En 2012 EDF a été sélectionnée par le ministère de l’Écologie comme opérateur de compensation.

## Appel au capital financier
Le Programme des Nations unies pour l'environnement (PNUE), estimait que les investissements requis pour la sauvegarde de la nature s’élevaient approximativement à 750 milliards de dollars par an de 2010 à 2030. De tels besoins de financement nécessitaient, à son avis, le recours à des capitaux financiers. L’intervention du capital financier dans la sauvegarde de la nature a été préconisée lors de la Conférence des Nations unies sur le développement durable 2012, (Rio+20). C’est dans ce cadre que le secteur financier a émis sa Déclaration du Capital naturel dans laquelle il s’engage à investir dans la préservation et la restauration de la nature.

## Fonctionnement
Les banques de compensation achètent des sites à réhabiliter en prévision d’une demande de compensation. Elles en vendent par la suite des parcelles sous forme de crédits. Le prix de ces crédits dépend du coût de l’opération, de la localisation et de l’offre et de la demande. Elles peuvent aussi créer un site, par exemple une zone humide, pour compenser une destruction. Une autorité publique vérifie la validité écologique des compensations et doit contrôler le suivi de la réhabilitation dans le temps.

## Spécificités nationales

### États-Unis
Il existe aux États-Unis un millier de banques liées aux zones humides et une centaine pour les espèces. Ces banques possèdent 480 000 hectares sur tout le territoire américain et vendent des titres de zones humides, de forêts et d’espèces. On distingue les Mitigations Banks qui assurent la protection des zones humides et les Conservations Banks dédiées aux espèces. Lorsque les sites ont été réhabilités ils sont rétrocédés à une ONG ou à l’administration et tombent ainsi dans le domaine public. Les services de restauration coûtent aux maîtres d’œuvre entre 100 000 et 300 000 dollars l’hectare. Ce prix semble suffisamment élevé pour dissuader certains maîtres d’ouvrage ou pour attirer les investisseurs.

### Allemagne
En Allemagne les agences de compensation sont généralement des institutions publiques gérées par les Länders. Elles acquièrent des terrains qu’elles mettent en pool
. Ces pools sont constitués de forêts qui ne sont plus exploitées, de terres mises en jachère, d’étangs, etc. Ces terrains sont alors à la disposition des demandeurs de compensation. Les agences de compensation peuvent également anticiper les besoins des aménageurs. Elles mettent en œuvre les mesures compensatoires en amont et vendront ensuite des crédits de compensation.

### France
Le ministère de l’Écologie a décidé en 2008 de tester en France le fonctionnement des banques de compensation. L’expérimentation a été initiée par CDC Biodiversité sur le site de Cossure dans les Bouches-du-Rhône. CDC Biodiversité y a créé un site naturel de compensation, qui a reçu en avril 2020 l'agrément de 1er SNC français par le Ministère de la Transition écologique et Solidaire. Elle y a généré 357 unités (une unité = un hectare) à 35 000 € (valeur 2008) l’hectare. CDC Biodiversité achète du foncier en vue de le restaurer en Alsace, Aquitaine, Basse Normandie, PACA et Languedoc Roussillon.

## Lois et règlements

### États-Unis
L’ouverture d’une banque de compensation nécessite un processus de certification. Son fonctionnement est précisé par un accord avec les autorités. Il s’agit de répondre au risque que la compensation ne soit assimilée à un « droit à détruire la biodiversité ». La certification apprécie la performance écologique et la viabilité financière de la banque. Cependant aucun mécanisme particulier n’est prévu en cas de faillite de la banque. Celle-ci est soumise à une obligation de résultats. La responsabilité de la mise en œuvre de la mesure compensatoire est transférée de l’aménageur à la banque. En cas de non atteinte des objectifs de la banque, les autorités se retournent contre elle. La servitude environnementale protège le site à perpétuité en interdisant sa construction ou son artificialisation. Elle porte sur le terrain et n’est pas affectée par la transmission du bien à autrui.
L’équivalence écologique s’apprécie selon quatre dimensions : écologique, géographique, temporelle et sociétale. L’équivalence écologique, c’est-à-dire la compensation sur les mêmes types de milieux que ceux impactés, est souhaitable mais de possibles exceptions existent. Les méthodes d’évaluation de pertes ou de gains écologiques relèvent des autorités locales.
Le contrôle des banques de compensation par les autorités américaines est affecté par l’insuffisance des moyens dont elles disposent et par le manque de centralisation des informations .

### Allemagne
Chaque Land émet des ordonnances pour la création d’agences de compensation. Mais l’Agence Fédérale de Conservation de la Nature a publié un manuel sur la gestion et le suivi à long terme des sites de compensation. Chaque Land édicte un décret précisant les règles régionales. Certaines agences opèrent sur un secteur débordant du local et sont approuvées ou certifiées par l’État fédéral.
La compensation est orientée sur la biodiversité ordinaire. Les milieux les plus fréquemment ciblés sont les zones humides, qu’elles soient continentales ou côtières. Les espèces patrimoniales peuvent s’y ajouter. L’obligation de compensation est systématique, y compris pour les particuliers.

### France
La loi sur la Biodiversité en débat au Parlement en 2016 prévoit la création en France de banques de compensation et de « réserves d’actifs naturels ». Le maître d’ouvrage d’un projet pourra recourir aux services des banques pour réaliser les compensations nécessaires. Il devrait rester seul responsable à l’égard de l’autorité administrative qui a prescrit les mesures.
Les réserves d’actifs naturels devront faire l’objet d’un agrément préalable de l’État. La durée minimale de gestion du site de compensation est de 30 ans. Cette durée correspond à l’horizon du calcul, pour l’État, de la validité d’une infrastructure. Au-delà des trente années demeure une garantie quant à la vocation écologique du site. Le site pourra alors être cédé à une structure pérenne remplissant des missions d’intérêt général de conservation de la biodiversité comme le Conservatoire des espaces littoraux ou le Conservatoire d’espaces naturels.
L’équivalence écologique entre le site détruit et le site de compensation doit être agréée par l’administration. La compensation écologique peut aussi s’effectuer par la création d’un site tel qu’une zone humide.

### Grande-Bretagne
En Grande-Bretagne des zones humides peuvent être compensées par de la prairie sur la base  d’unités de biodiversité. La durée minimale de la compensation est de 15 ans.

## Création d’un marché financier?
Les banques de compensation anticipent généralement les besoins. Elles achètent des terrains qui ont des caractères écologiques à sauvegarder tels des zones humides ou des habitats d’espèces classées et entreprennent de les réhabiliter. Ces terrains se trouvent souvent près de zones urbanisées et sont susceptibles d’être vouées à l’urbanisation. Elles vendront alors des crédits d’actifs aux promoteurs désireux de construire. Le montant de ces titres varie selon la localisation, les coûts de réhabilitation de sites écologiques et également en fonction de l’offre et de la demande. Les bénéfices qu’elles en tirent sont importants. Ils permettent d’attirer les capitaux. La Colton Dunes Conservation Bank aux États-Unis a réalisé, par exemple, un profit de 20 millions de dollars entre 1994 et 2014.
Assurer un financement du capital naturel à grande échelle, comme le préconise le PNUE, nécessite la création d’un secteur financier dédié et intégré dans l’économie mondiale. Les banques de compensation représentent une composante importante de ce secteur. Chaque banque opérant actuellement selon ses propres règles et appréciant à sa façon l’équivalence écologique au moyen de métriques de son choix ne permet pas la création d’un marché financier. Les crédits émis par ces différentes banques n'ayant pas la même équivalence écologique ne peuvent être substitués les uns aux autres en fonction d'opportunités conjoncturelles. En d'autres termes ils ne sont pas fongibles. Ils doivent l’être si l’on veut créer un véritable marché financier pour attirer les capitaux. Les équivalences écologiques devront être standardisées, les méthodes pour y parvenir également ainsi que les procédures. Enfin les informations devront être centralisées et accessibles. Cette standardisation fait l’objet d’une recherche qui est en cours aux États-Unis à l’US Office of Ecosystem Services and Markets. En France le secteur financier appelle le gouvernement à développer ces méthodologies et se déclare pleinement disposé à participer à cette élaboration.

## Débat

### Critique et inconvénients des banques de compensation
Une marchandisation refusée
Les tenants de l’écologie profonde estiment que les éléments de la nature ne peuvent être traduits en une valeur monétaire. La valeur intrinsèque de la nature serait incompatible avec sa monétarisation. La monétarisation de la nature et la financiarisation de la nature portent le risque de finalités qui ne sont pas celles de sa sauvegarde.
Des évaluations réductrices
Les banques de compensation fonctionnent sur la base d’équivalences écologiques. Ces équivalences sont établies sur des fonctionnalités que l’on sait évaluer et chiffrer et qui sont le plus aisément reproductibles. Les pertes peuvent être plus larges, voire non-identifiées
Des équivalences contestées
Un milieu recréé en remplacement d’un milieu naturel détruit ne peut être identique à un milieu naturel qui a mis des millénaires à se constituer. Déclarer équivalents deux milieux est, en général, un non-sens écologique.
Un écosystème déséquilibré
Le site détruit fait partie d’un écosystème local. Si la compensation ne s’effectue pas dans son périmètre, cet écosystème est déséquilibré car l’équilibre s’établit en fonction des parties qui le composent.
Des compensations en échec
Les compensations réalisées par les banques subissent fréquemment des échecs. Ceux-ci sont dus à la maîtrise des techniques, aux conditions climatiques, au non-respect de l’accord avec les autorités ou au manque de gestion à long terme des sites.
Des contrôles déficients
Les autorités administratives chargées de contrôler le suivi des compensations disposent rarement des moyens suffisants pour le faire. L’efficacité des mesures à grande échelle et sur le long terme n’est pas avérée. En particulier la servitude pérenne est difficile à mettre en œuvre et à contrôler.
Des compensations à bas prix
La multiplicité des banques de compensation les met en concurrence. Par le jeu de l’offre et de la demande les prix sont tirés vers le bas, alors que les coûts pour les maîtres d’ouvrage devraient être les plus dissuasifs possibles afin d’éviter les destructions.
La compensation facilitée
Les banques de compensation facilitent la tâche des maîtres d’ouvrage. En leur absence les maîtres d’ouvrage seraient contraints d’assurer eux-mêmes la mise en œuvre des mesures compensatoires. Avec les banques de compensation il leur suffit de verser à la banque une contrepartie financière.

### Défense et avantages des banques de compensation
- Les banques de compensation permettent la mise en commun des financements de plusieurs maîtres d’ouvrage. Peuvent alors être conduites des actions de grande envergure, spatialement et écologiquement cohérentes[13]. La biodiversité peut être protégée sur des surfaces plus larges[23].
- La mutualisation et les économies d’échelle réalisées par les banques de compensation facilitent le contrôle par les autorités[11].
- Les banques de compensation permettent de mobiliser des capitaux financiers[23] mettant ainsi les actions de conservation à l’abri des aléas des budgets publics[19]
- La compensation ne peut avoir lieu qu’avec l’accord des autorités administratives[25]. Les banques de compensation n’ont aucune influence dans les décisions de destruction.
- L’anticipation des besoins par l’opérateur de la banque rend la compensation effective avant même l’impact des projets de destruction, ce qui représente un gain écologique[11].
- Les partisans des banques de compensation estiment que les instruments de marché sont moins coûteux que les opérations administratives[26].